# Balally
Balally (iriska: Baile Amhlaoibh) är en förort till Irlands huvudstad Dublin, 6 km söder om Dublins centrum. Balally ligger 96 meter över havet och antalet invånare är 9 051.